# A41高速公路 (葡萄牙)

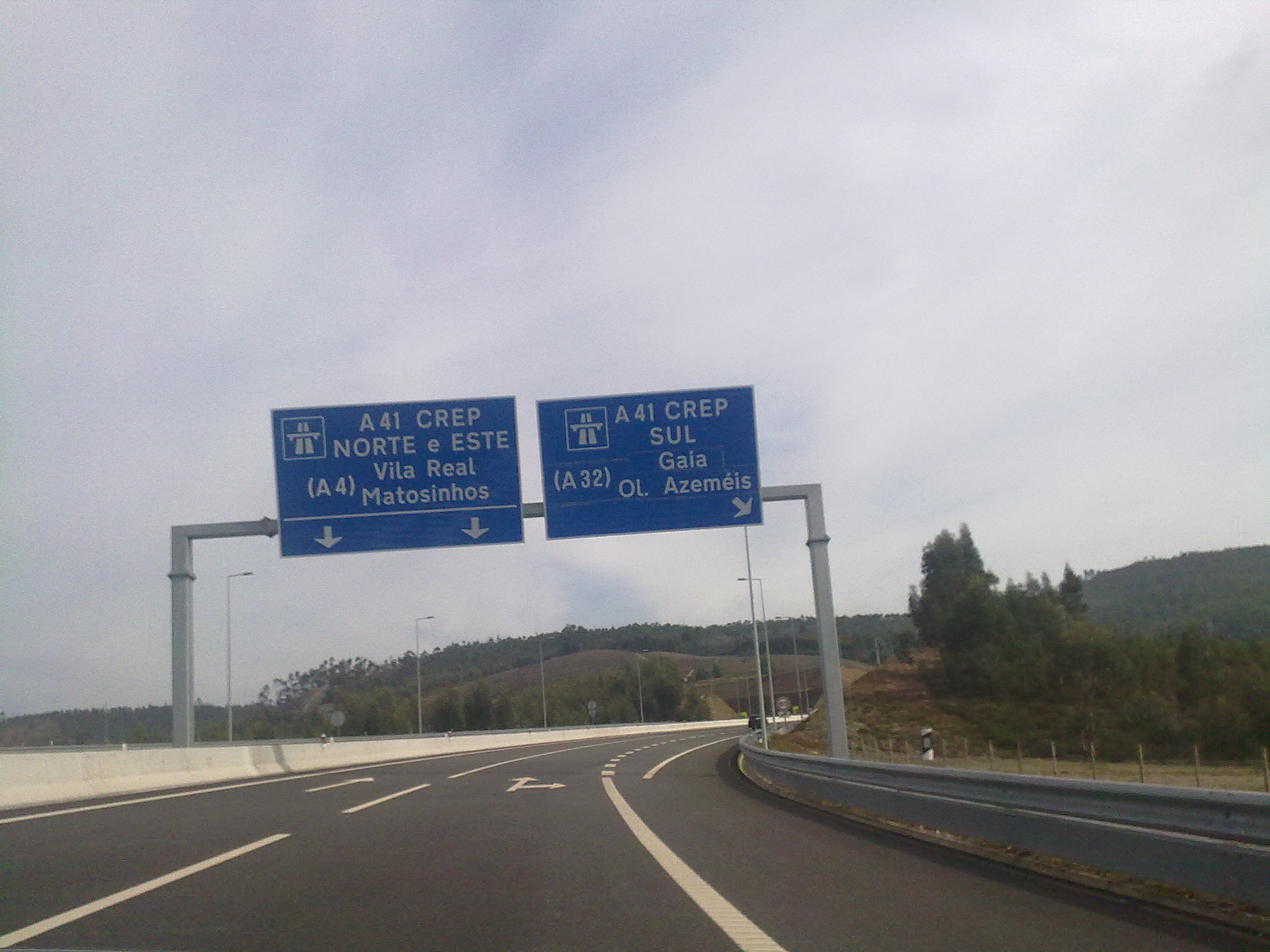
与A43公路的交汇点

A41高速公路（葡萄牙語：A41），又稱波爾圖外環公路（Circular Regional Exterior de Porto，簡稱CREP），是一條圍繞葡萄牙北部重鎮、第二大城市波爾圖郊區的高速公路，呈弧形，西起馬托西紐什，南至阿威羅區埃什皮紐，並在瓦隆古以A42高速公路往東延伸。全長61.8公里。
全線設有二十三處交流道、兩個服務區（其中一個在建）。2002年至2011年間分段通車。